# جلال‌الدین اعتضادی
جلال‌الدین اعتضادی (متولّد ۱۲۷۵ شمسی) ملقب به «صدر الکتاب» از خوشنویسان مشهد بود.
او فرزند «شیخ اسماعیل اعتضادی» (زادهٔ ۱۲۴۰ ه‍. ق در آمل) مجتهد دوره ناصری بود که از طرف ناصرالدین شاه ملقب به «اعتضاد العلما» گردید و طی حکمی مستمری مادام العمر برای او تعیین کرد. وی نزد میرزا غلامرضا اصفهانی به مشق خط پرداخت و از جمله خوشنویسان صاحب‌نام شد و استاد کسانی چون رضا مافی بود.

## زندگی
جلال‌الدین متولد آمل بود و معلومات متداول زمان خود را در یکی از مکتب‌خانه‌های قدیم فرا گرفت و از آغاز جوانی عشق سرشار به خوشنویسی وی را بر آن داشت که با پشتکار کم نظیری شب و روز نزد میرزا غلامرضا اصفهانی خوشنویسی خط نستعلیق را فرا گیرد. میرزا غلامرضا به او بسیار علاقه دشت و از همان روز نخست که وی را مستعد یافتن دقایق این هنر ظریف دید گونه‌اش را بوسید و در پهلوی خویش جایش داد و تا زمانی که جلال‌الدین در خدمت میرزا غلامرضا بود استاد صمیمانه رموز خوش‌نویسی را به او می‌آموخت و در پیشرفتش علاقه‌مندانه می‌کوشید.{میرزا غلام‌رضا اصفهانی (۱۲۴۶-۱۳۰۴ هجری قمری) ذر ویکی پدیا و بسیاری از سایت های دیگرثبت شده است} سال 1304 هجری قمری که سال وفات میرزا غلام رضا اصفهانی بوده معادل 1261 هجری شمسی است. تاریخ تولد میرزا جلال الدین 1275 هجری شمسی اعلام شده است پس چگونه ایشان شاگرد میرزا غلام رضا اصفهانی بوده است؟ این البته نکته ای است که باید روشن گردد 
جلال‌الدین همزمان با آموختن این هنر به خدمت وزارت فرهنگ درآمد و هم در مدارس سعدی، وطن، همایون، ترقی و قدسیه خوشنویسی را به نوآموزان آن مدارس می‌آموخت و برای مدتی نیز مدیریت و مشاقی دبستان ایتام سپهسالار از طرف سلیمان میرزا (عضدالملک) نایب‌السلطنه که نیابت تولید مدرسه ناصری را نیز عهده دار بود به او واگذار شد. اعتضادی پس از سال‌ها تعلیم و تربیت شاگردان در فروردین ماه ۱۲۹۷ رسماً وارد خدمت پست و تلگراف گردید و در مهرماه سال ۱۳۳۶ به تقاضای خود از خدمت دولت بازنشسته شد. این مرد مدارج خدمت را در نهایت صداقت و عزت نفس و علو طبع طی کرد و به پاس خدمات صادقانه خود به دریافت تقدیرنامه و نشان پیام از طرف نخست وزیر وقت نائل آمد. به او لقب «کتاب الملک» داده شده بود. وی در اواخر خدمت و پس از ۱۳۳۹ در دوران بازنشستگی همچنان در آستان قدس رضوی مشغول بود.
استاد در سال ۱۳۶۰ هجری شمسی در تهران دار فانی را وداع گفت. فرزندان ایشان هوشنگ اعتضادی، ایرج اعتضادی، ناصر اعتضادی، دکتر محمد رضا اعتضادی و بهجت الملوک اعتضادی می باشند
از آثار خطی او چند مرقع و تفسیر قرآن معروف به چاپ اخگر می‌باشد.